# Рецесиван алел
Рецесиван алел је облик гена који испољава своје дејство само ако је присутан у пару, односно двострукој дози. Такво стање алела назива се хомозиготно и схематски се предстаља као аа.
У пару са доминантним алелом, хетерозиготном стању,  дејство рецесивног алела је потиснуто и не испољава се. За особе/јединке које имају рецесиван алела, а његово дејство је, услед присуства доминантног алела, потиснуто каже се да су хетерозиготни преносиоци рецесивног алела.